# David Mitov Nilsson
David Erik Johan Mitov Nilsson (Norrköping, 12 gennaio 1991) è un calciatore svedese naturalizzato macedone, portiere dell'IFK Norrköping.

## Carriera

### Club
Nato e cresciuto a Norrköping, nel 2009 Nilsson ha collezionato le prime tre presenze nella prima squadra dell'IFK Norrköping (all'epoca militante in Superettan) di cui una da titolare. Nel 2010 non ha mai giocato in campionato, mentre l'anno successivo è passato in prestito al Sylvia in Division 1, terza serie.
Il suo debutto in Allsvenskan risale al 23 maggio 2012, in occasione del match contro l'Åtvidaberg terminato 2-2. In questa stagione si è conquistato un posto da titolare a discapito del libanese Abbas Hassan. Nel 2015 insieme alla sua squadra ha vinto lo scudetto svedese giocando tutte e 30 le partite di campionato.
Il 22 aprile 2016, nella trasferta di Falkenberg valida per la 5ª giornata di campionato, si è rotto la tibia in uno scontro aereo con l'attaccante avversario Gustaf Nilsson ed è stato costretto a chiudere anzitempo la stagione. Nel 2017 invece ha saltato metà campionato per via di un infortunio alla mano. Ha avuto problemi alla mano anche all'inizio della stagione 2018: una volta ristabilitosi, è comunque rimasto in panchina poiché il tecnico Jens Gustafsson ha preferito mantenere il giovane Isak Pettersson nel ruolo di portiere titolare.
Non riuscendo a trovare spazio (zero presenze nell'Allsvenskan 2018 e zero presenze in poco più di metà della stagione 2019 fino a lì disputata), il 2 agosto 2019 Mitov Nilsson ha lasciato l'IFK Norrköping a titolo definitivo dopo 22 anni di permanenza tra giovanili e prima squadra: è passato infatti al GIF Sundsvall tramite uno scambio che ha visto il centrocampista Maic Sema fare il percorso inverso. Nelle 11 partite disputate, non è riuscito ad evitare la retrocessione del club in seconda serie.
Nonostante il tentativo del GIF Sundsvall di prolungare il contratto in scadenza, Mitov Nilsson ha preferito proseguire la propria carriera nella massima serie norvegese, al Sarpsborg 08 guidato in panchina dallo svedese Mikael Stahre.
L'8 gennaio 2021 ha fatto ritorno in Svezia, firmando un contratto valido fino al 30 giugno 2024 con il Sirius. Nei tre anni e mezzo in cui ha difeso la porta neroblù, Mitov Nilsson è stato talvolta indisponibile a causa di infortuni, tanto da collezionare solo 49 presenze: nell'ottobre 2022, ad esempio, si è operato al ginocchio destro rimanendo fuori fino all'estate 2023.
Durante la pausa estiva 2024 ha lasciato il Sirius in scadenza di contratto ed è tornato a far parte di un suo vecchio club, l'IFK Norrköping, con un contratto di tre anni e mezzo.

### Nazionale
Ha al suo attivo anche presenze con alcune Nazionali giovanili svedesi. Ha esordito nella selezione Under-21 nel 2012 contro la Romania. Nel 2013 è stato convocato con la Nazionale maggiore per la King's Cup, ma non è stato schierato dal CT Erik Hamrén.
Il 21 gennaio 2014 ha esordito in Nazionale maggiore nell'amichevole Islanda-Svezia (0-2) disputata negli Emirati Arabi Uniti. Si trattava però di un'amichevole, così nel settembre 2015 ha potuto scegliere definitivamente di giocare per la Macedonia, paese di origine della madre. Poche settimane più tardi, il 12 ottobre 2015, ha debuttato tra i pali dei balcanici nella trasferta in Bielorussia (0-0).

## Palmarès

### Club

#### Competizioni nazionali
- Campionato svedese: 1

Norrköping: 2015
- Supercupen: 1

Norrköping: 2015